# Oligopogon nitidus
Oligopogon nitidus là một loài ruồi trong họ Asilidae. Oligopogon nitidus được Efflatoun miêu tả năm 1937. Loài này phân bố ở vùng Cổ Bắc giới và nhiệt đới châu Phi.